# Случайный элемент
Случайный элемент — обобщение понятия случайной величины. Термин был введён, по-видимому, М.Фреше (1948), отмечавшим, что «развитие теории вероятностей и расширение области её приложений привели к необходимости перейти от схем, где (случайные) исходы опыта могут быть описаны числом или конечным набором чисел, к схемам, где исходы опыта представляют собой, например, векторы, функции, процессы, поля, ряды, преобразования, а также множества или наборы множеств».

## Определение
Пусть {\displaystyle (\Omega ,{\mathcal {F}},\mathbb {P} )} — вероятностное, а {\displaystyle (E,{\mathcal {E}})} — измеримое пространство. Тогда измеримая функция {\displaystyle X:(\Omega ,{\mathcal {F}},\mathbb {P} )\to (E,{\mathcal {E}})} называется случайным элементом (со значениями в {\displaystyle E}) или {\displaystyle E}-значной случайной величиной.

## Примеры случайных элементов
Если {\displaystyle (E,{\mathcal {E}})=(\mathbb {R} ,{\mathcal {B}}(\mathbb {R} ))}, где {\displaystyle \mathbb {R} } — числовая ось, а {\displaystyle {\mathcal {B}}(\mathbb {R} )} — борелевская {\displaystyle \sigma }-алгебра её подмножеств, то определение С.э. совпадает с определением случайной величины.
Определение С.э. {\displaystyle X} в банаховом пространстве {\displaystyle B}, напоминает определение случайной величины. Пусть {\displaystyle B^{*}} — сопряжённое к {\displaystyle B} пространство. Отображение {\displaystyle X=X(\omega )} пространства {\displaystyle \Omega } элементарных событий {\displaystyle \omega } в {\displaystyle B} называется случайным элементом, если всякий непрерывный линейный функционал {\displaystyle X^{*}(X(\omega ))} оказывается при этом случайной величиной. На С.э. в банаховом пространстве могут быть распространены основные понятия теории вероятностей, такие, как характеристическая функция, математическое ожидание, ковариация и т. п.
Для С.э. со значениями в произвольных пространствах некоторые основные понятия теории вероятностей не могут быть определены. Например, невозможно определить классическое понятие математического ожидания для С.э., пространство значений которого не является линейным (Случайное конечное абстрактное множество, случайное множество событий). В таких ситуациях обычно используются те или иные аналоги классических понятий (Среднемерное множество).

## Случайные элементы различной природы
- Случайная величина
- Дискретная случайная величина
- Непрерывная случайная величина
- Комплексная случайная величина
- Простая случайная величина
- Случайный вектор
- Случайная матрица
- Случайная функция
- Случайный процесс
- Случайное поле
- Случайная мера
- Случайное множество
- Случайное замкнутое множество
- Случайное компактное множество
- Случайная «точка»
- Случайная фигура
- Случайная форма
- Случайное конечное множество
- Случайное конечное абстрактное множество
- Случайное множество событий